# Bathyphantes keeni
Bathyphantes keeni är en spindelart som först beskrevs av James Henry Emerton 1917.  Bathyphantes keeni ingår i släktet Bathyphantes och familjen täckvävarspindlar. Inga underarter finns listade.